# Eupithecia detritata
Eupithecia detritata är en fjärilsart som beskrevs av Otto Staudinger 1897. Eupithecia detritata ingår i släktet Eupithecia och familjen mätare. Inga underarter finns listade i Catalogue of Life.